# 沙朗泰
沙朗泰（法語：Charentay，法語發音：[ʃaʁɑ̃tɛ]）是法国罗讷省的一个市镇，属于索恩河畔自由城区。

## 地理
沙朗泰（46°5'20"N, 4°40'45"E）面积13.78 平方千米，位于法国奥弗涅-罗讷-阿尔卑斯大区罗讷省，该省份为法国中东部省份，北起顺时针与索恩-卢瓦尔省、安省、里昂大都会、伊泽尔省和卢瓦尔省接壤。
与沙朗泰接壤的市镇（或旧市镇、城区）包括：圣拉热、圣乔治德勒南、博若莱地区贝尔维尔。

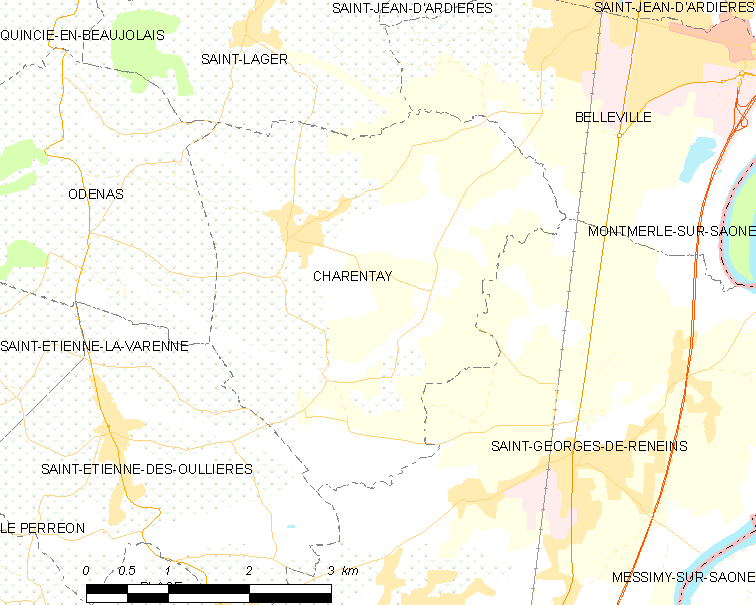
沙朗泰的OSM定位图

沙朗泰的时区为UTC+01:00、UTC+02:00（夏令时）。

## 行政
沙朗泰的邮政编码为69220，INSEE市镇编码为69045。

## 政治
沙朗泰所属的省级选区为博若莱地区贝尔维尔县。

## 人口

1962-2008年间沙朗泰人口变化图示

沙朗泰于2022年1月1日时的人口数量为1269人。